# Jerngødskning
Ved jerngødskning tilfører man jern til jernfattigt havvand for at stimulere dannelsen af phytoplankton, hvis vækst forudsætter en vis mængde opløst jern. Den øgede produktion af plankton binder drivhusgassen kuldioxid, og er således med til at modvirke global opvarmning.
Processen har været genstand for undersøgelser og forskning siden 1993, hvor man første gang påviste, at jerngødskning kan stimulere dannelse af plankton. Forskerne er dog ikke enige om, hvor virkningsfuld jerngødskning er, ejheller om dens indflydelse på verdenshavenes økologi.

## Proces
Gødskningen sker naturligt, når opstigende havvand bringer næringsstoffer, herunder jern, op fra dybhavet, og på sådanne steder findes et rigt dyreliv. Jern tilføres også til havet med vandet fra gletsjere, floder og isbjerge. Jernholdigt støv i atmosfæren er en af de vigtigste kilder til jerngødskning, og støv fra støvstorme i Sahara er med til at gødske både Atlanterhavet og regnskovene i Amazonas..
I bølgeskum reagerer jernoxider med klorid opløst i havvandet og danner jernklorid, som er med til at nedbryde drivhusgasser. Man har foreslået at øge nedbrydningen af drivhusgasser ved at tilføre atmosfæren jernklorid som aerosol.